# Luann Ryon
Luann Marie Ryon (Long Beach, 13 gennaio 1953 – Riverside, 30 dicembre 2022) è stata un'arciera statunitense.

## Biografia
Entrata al Riverside Community College nel 1971, Luann Ryon si iscrisse al corso di tiro con l'arco perché erano terminati i posti nel tennis. Iniziò così la sua carriera che la portò a vincere a soli 23 anni l'oro nell'individuale ai Giochi Olimpici di Montreal del 1976, con un record mondiale di 2.499 punti.
Nel 1977 ai Campionati mondiali di tiro con l'arco di Canberra ottenne il primo posto sia nell'individuale, stabilendo un nuovo record mondiale femminile con 2.515 punti, sia nella gara a squadre femminile.
Nel 1983 partecipò ai Campionati mondiali di tiro con l'arco di Los Angeles, dove raggiunse la terza posizione nella gara a squadre femminile.
Nonostante i vari tentativi, non riuscì più a far parte della squadra olimpica.

## Palmarès
- Giochi olimpici

Montreal 1976: oro nell'individuale.
- Mondiali

Canberra 1977: oro nell'individuale, oro a squadre
Los Angeles 1983: bronzo a squadre
- Giochi panamericani

Caracas 1983: oro nell'individuale dai 30 m, oro a squadre dai 30 metri, argento nell'individuale dai 50 m